# 成均館大駅
成均館大駅（ソンギュングァンデえき）は、大韓民国京畿道水原市長安区栗田洞にある、韓国鉄道公社（KORAIL）の駅。
乗り入れている路線は、線路名称上は京釜線であるが、当駅には電車線を走る京釜電鉄線（首都圏電鉄1号線）電車のみが停車し急行が停車する。駅番号は(P153)。

## 駅構造
島式ホーム2面4線を有する地上駅で、橋上駅舎を持つ。
出口は1番と2番の2ヶ所ある。

### のりば
| 1 | 京釜電鉄線 | 緩行 | 水原・西東灘・天安・新昌方面               |
| 2 | 京釜電鉄線 | 急行 | 水原・烏山・平沢・天安方面                 |
| 3 | 京釜電鉄線 | 急行 | 安養・衿川区庁・永登浦・ソウル・清涼里方面 |
| 4 | 京釜電鉄線 | 緩行 | 九老・ソウル駅・清凉里・光云大方面         |

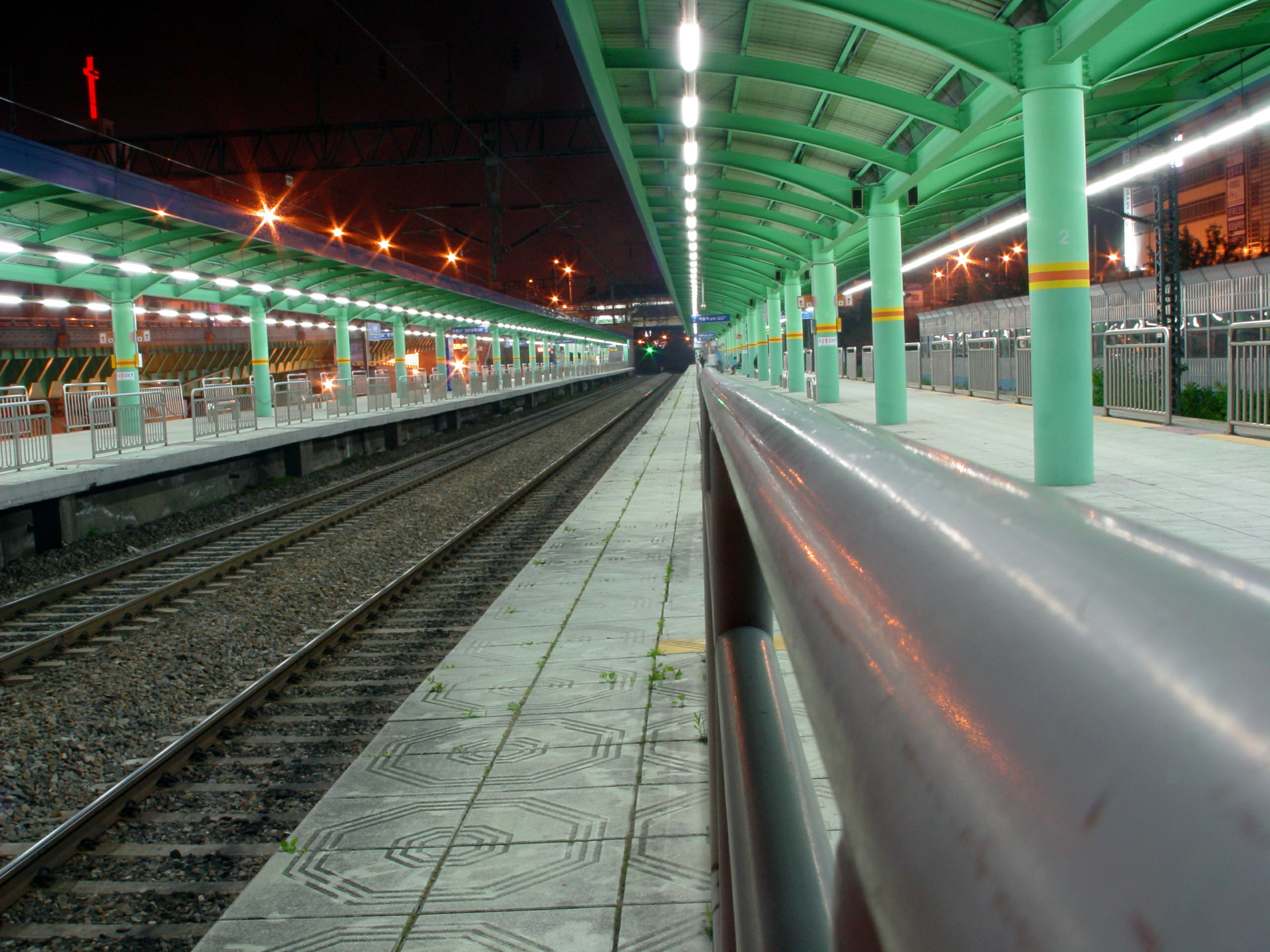
ホーム（2007年撮影）

## 利用状況
近年の一日平均乗車人員推移は下記の通り。
| 路線       | 乗車人員 | 乗車人員 | 乗車人員 | 乗車人員 | 乗車人員 | 乗車人員 | 乗車人員 | 乗車人員 | 乗車人員 | 乗車人員 | 乗車人員 | 乗車人員 | 注 釈 |
| 路線       | 2000年   | 2001年   | 2002年   | 2003年   | 2004年   | 2005年   | 2006年   | 2007年   | 2008年   | 2009年   | 2010年   | 2011年   | 注 釈 |
| ---------- | -------- | -------- | -------- | -------- | -------- | -------- | -------- | -------- | -------- | -------- | -------- | -------- | ----- |
| 京釜電鉄線 | 11657    | 13844    | 17635    | 20020    | 14543    | 14975    | 15759    | 15975    | 16228    | 15806    | 16161    | 16108    | [ 1 ] |

## 駅周辺
- 京畿体育高等学校（朝鮮語版）
- 東南保健大学校（朝鮮語版）
- 東園高等学校（朝鮮語版）
- 東佑女子高等学校（朝鮮語版）
- 太平初等学校
- 太平中学校
- 太平高等学校（朝鮮語版）
- 成均館大学校 自然科学キャンパス
- 水原地方労働事務所
- 永生高等学校（朝鮮語版）
- 栗田洞住民センター
- 栗田治安センター
- 上栗初等学校
- 千一初等学校
- 泉川高等学校（朝鮮語版）
- 泉川中学校
- 泉川初等学校（朝鮮語版）
- 栗田洞大聖堂

## 歴史
初期には栗田駅で開業したが、付近の成均館大学校の要請で駅名が変更され今日に至っている。ただし、一部の近隣住民が栗田駅に戻すことを要求している。
- 1979年2月1日 - 栗田駅（율전역）として開業。
- 1981年12月23日 - 京釜線が水原駅まで複々線化。
- 1984年1月1日 - 成大前駅（성대앞역）へ改称。
- 1994年12月1日 - 成均館大駅（성균관대역）へ改称。

## 隣の駅
韓国鉄道公社　
京釜電鉄線　
急行　
衿井駅 (P152) - (義王駅 (P152)平日ラッシュ時のみ) - 成均館大駅 (P153) - 水原駅 (P155)
緩行　
義王駅 (P152) - 成均館大駅 (P153) - 華西駅 (P154)　